# Saussurea shiretokoensis
Saussurea shiretokoensis là một loài thực vật có hoa trong họ Cúc. Loài này được Sugaw. miêu tả khoa học đầu tiên năm 1937.